# BPM短波授时台
34°56′55.96″N 109°32′34.93″E / 34.9488778°N 109.5430361°E
BPM短波授时台是中华人民共和国的国家短波授时台，位于陕西省渭南市蒲城县，隶属中国科学院国家授时中心（NTSC，原陕西天文台）。一并广播的还有在100 kHz工作的BPL长波授时台。
它于1987年7月1日开始广播，BPM以与美國WWV和WWVH授时台相同的2.5、5、10和15兆赫频率广播，时刻表如下：
| MHz | UTC        | CST        |
| --- | ---------- | ---------- |
| 2.5 | 7:30-1:00  | 15:30-9:00 |
| 5   | 0:00-24:00 | 0:00-24:00 |
| 10  | 0:00-24:00 | 0:00-24:00 |
| 15  | 1:00-9:00  | 9:00-17:00 |

自2021年始，有網友發現BPM有在20 MHz上播發。根据2018版中国大陆大陆内地频率划分表描述，20MHZ（19.99~20.01MHZ）和25MHZ（24.99~25.01MHZ）频段内，标准频率和时间信号都是主要业务。

## 发播格式
BPM以半小时为周期发出不同的信号，以1kHz音频调制讯号来提供秒和分的滴答：
| 分钟 | 分钟 | 时长 | 内容                                                                 |
| ---- | ---- | ---- | -------------------------------------------------------------------- |
| 00   | 30   | 10   | UTC：10ms秒滴答，300ms分滴答                                         |
| 10   | 40   | 5    | 载波（无时间码）                                                     |
| 15   | 45   | 10   | UTC：10ms秒滴答，300ms分滴答                                         |
| 25   | 55   | 4    | UT1：100ms秒滴答，300ms分滴答                                        |
| 29   | 59   | 1    | 呼号：40秒莫尔斯电码（BPM），20秒女声（“BPM标准时间标准频率发播台”） |

BPM的特点在于它于25分和29分及55分和59分之间发送UT1时间信号，如果在更强的时间信号台下，如WWV，收听时就会听到两声响。

## 另見
- 商丘低頻時碼發播台（BPC）